# 伊克昭盟
伊克昭盟，清代内札萨克蒙古六盟之一，因最初会盟于伊克昭（王爱召）得名（后改在白塔会盟）。
民国时，已演变成为绥远省境内蒙古族的一個行政区名。中华人民共和国成立后沿用，辖区在内蒙古自治区西南部。2001年撤销，改设鄂尔多斯市。

## 历史沿革

### 清代
伊克昭盟源于蒙古鄂爾多斯部部众，此部原在林丹汗西征後附於察哈爾部，後金征服察哈爾後降清。順治年間始設為六旗，左、右兩翼各分前、中、後三旗。六旗会盟于伊克昭（王爱召），故称伊克昭盟。乾隆時又增設一旗，稱鄂爾多斯右翼前末旗，合共七旗。七旗各有其俗名，左翼前旗稱準噶爾旗，左翼中旗稱郡王旗，左翼後旗稱達拉特旗，右翼前末旗又名札薩克旗。右翼前旗為烏審旗，右翼中旗為鄂托克旗，右翼後旗為杭錦旗。此后尽管会盟地点有变化，官方确定的盟名不再改动。乾隆十二年（1747年）以后伊克昭盟的会盟地已不在伊克昭，改在白塔（今属伊金霍洛旗苏布尔嘎镇），但官方仍然稱之為伊克昭盟:140。
清代内蒙古六盟中，它与烏蘭察布盟合称西二盟，与东四盟相对:20。

### 民国时期
民初，盟由監察區改為行政區，「盟」在蒙古语中改称“艾马克”。1914年伊克昭盟划归绥远特别区，1928年属绥远省。民国时期，辖东胜县及达拉特旗、郡王旗、扎萨克旗、准格尔旗、乌审旗、鄂托克旗、杭锦旗等旗。行政公署驻东胜县（今鄂尔多斯市东胜区）。绥远省政府因抗日战争需要，曾在伊克昭盟的汉族民众聚居地设置桃力民办事处、达拉特旗组训处两个县级机构，形成两个县级行政区，但因伊克昭盟各旗抵制，至绥远省政府灭亡仍未能正式设县。
各旗的王公都设有保安司令部，掌握武装，少则三五百人，多则近千人。七个旗就有七个保安司令部。此外还有4个警备司令部或长官公署。东胜、桃力民、达拉特旗还设有治安司令部。各种司令部有14个，团的番号有30多个。不包括国军驻伊盟的正规部队。伊盟警备司令部司令奇玉山。

### 中华人民共和国时期
中共建政初期，仍属绥远省。全盟共有七旗二县一处（桃力民组训处）。人口约30多万，其中蒙古族约10万人。早在國民革命軍北伐時，中國共產黨已在伊盟地区運作。中央红军到达陕北后，设置了内蒙古工委，负责内蒙古地区的工作。在绥远“九一九”和平起义前，中共已在在伊东、伊南建立了「革命根据地」，有近千人武装。
1954年改属内蒙古自治区。1958年郡王、扎萨克二旗合置伊金霍洛旗；1961年分别设置海勃湾市和乌达市，1975年二市合并为乌海市，屬內蒙古自治區直轄的地級市；1980年鄂托克旗析置鄂托克前旗；1988年撤县设东胜市。2001年撤销伊克昭盟，改设地级鄂尔多斯市，东胜市改东胜区；原伊克昭盟所属各旗划归鄂尔多斯市。

## 所統各旗
伊克昭盟本由鄂爾多斯部七旗組成，不包括清末漢人放墾後所設東勝直隸廳。下面各旗括號內的名稱為其俗名。
- 鄂爾多斯左翼前旗（準噶爾旗）
- 鄂爾多斯左翼中旗（郡王旗）
- 鄂爾多斯左翼後旗（達拉特旗）
- 鄂爾多斯右翼前末旗（札薩克旗）
- 鄂爾多斯右翼前旗（烏審旗）
- 鄂爾多斯右翼中旗（鄂托克旗）
- 鄂爾多斯右翼後旗（杭錦旗）

## 各旗王公贵族
扎薩克多羅郡王（鄂尔多斯左翼中旗）
1. 額璘臣（1649年 - 1656年）…博硕克图次子
2. 巴图（1656年 - 1657年）…額璘臣从子
3. 固嚕（1657年 - 1679年、和碩親王：1679年 - 1692年）…巴图兄
4. 棟囉布（1692年 - 1718年）…固嚕次子
5. 薩克巴（1718年 - 1720年）…棟囉布長子
6. 喇什班珠爾（1720年 - 1728年）…棟囉布四子
7. 扎木揚（1728年 - 1733年、貝勒：1733年 - 1736年、復位：1736年 - 1758年）…薩克巴長子
8. 車凌多爾济（1758年 - 1780年）…扎木揚長子
9. 達爾瑪咱第（1781年 - 1785年）…車凌多爾济長子
10. 什當巴拜（1786年 - 1812年）…車凌多爾济次子
11. 巴宝多爾济（1812年 - 1831年、郡王：1831年 - 1838年）…什當巴拜子
12. 图們济爾噶勒（扎薩克一等台吉：1831年 - 1835年、郡王：1835年 - 1837年）…巴宝多爾济子
13. 額爾齐木畢里克（1837年 - 1901年）…图們济爾噶勒子
14. 特古斯阿勒坦（1902年 - ?）…額爾齐木畢里克子

扎薩克多羅貝勒（鄂尔多斯右翼中旗）
1. 善丹（1650年 - 1663年）…額璘臣从子
2. 索諾木（1663年 - 1677年、多羅郡王：1677年 - 1682年）…善丹長子
3. 松喇布（1682年 - 1698年、多羅郡王：1698年 - 1709年）…索諾木長子
4. 幹珠爾（1709年 - 1718年）…松喇布長子
5. 諾依囉布扎木素（1718年 - 1747年）…幹珠爾長子
6. 棟囉布扎木素（1747年 - 1766年、郡王品級：1766年 - 1773年）…諾依囉布扎木素長子
7. 棟囉布色稜（1773年 - 1798年）…棟囉布扎木素長子
8. 索諾木喇布齋根敦（1798年 - 1838年）…棟囉布色稜从弟
9. 棍藏拉布坦扎木蘇（1838年 - 1851年）…索諾木喇布齋根敦子
10. 額爾德呢綽克图（1853年 - 1862年）…棍藏拉布坦扎木蘇从子
11. 察克都爾扎布（1862年 - 1881年）…額爾德呢綽克图子
12. 喇什扎木蘇（1881年 - 1902年）…察克都爾扎布兄
13. 噶勒藏羅勒瑪旺扎勒扎木蘇（1902年 - ?）…喇什扎木蘇子

扎薩克固山貝子（鄂尔多斯右翼后旗）
1. 小扎木素（扎薩克鎮国公：1649年 - 1670年）…額璘臣从子
2. 索諾木（扎薩克鎮国公：1670年 - 1672年）…小扎木素長子
3. 都稜（扎薩克鎮国公：1672年 - 1698年、固山貝子：1698年 - 1707年）…索諾木長子
4. 色稜喇什（1707年 - 1712年）…都稜長子
5. 倫布（1712年 - 1717年）…都稜次子
6. 色稜納木扎勒（1717年）…都稜三子
7. 齊旺班珠爾（1717年 - 1733年、輔国公：1733年、貝子：1733年 - 1754年、多羅貝勒：1754年 - 1772年）…色稜納木扎勒長子
8. 喇什達爾济（1772年 - 1806年）…齊旺班珠爾孫
9. 拉什扎木素（1806年 - 1812年）…喇什達爾济長子
10. 拉什丕爾（1812年 - 1813年）…拉什扎木素叔
11. 端多布色楞（1813年 - 1841年）…拉什丕爾弟
12. 静米特多布扎勒）（1841年 - 1857年）…端多布色楞子
13. 巴图莽鼐（1857年 - 1880年）…静米特多布扎勒弟
14. 阿爾賓巴雅爾（1880年 - ?）…巴图莽鼐子

扎薩克固山貝子（鄂尔多斯左翼后旗）
1. 沙克扎（1650年 - 1657年）…額璘臣从弟
2. 固嚕斯希布（1647年 - 1680年、多羅貝勒：1680年 - 1704年）…沙克扎長子。
3. 喇什扎木素（1704年 - 1712年）…固嚕斯希布五子
4. 納木扎勒色稜（1713年 - 1761年）…喇什扎木素長子
5. 拉旺巴勒丹色稜（1761年 - 1765年）…納木扎勒色稜次子
6. 丹巴達爾济（1765年 - 1789年）…拉旺巴勒丹色稜弟
7. 永嚨多爾济（1789年 - 1828年）…丹巴達爾济長子
8. 達什多爾济（1828年 - 1856年）…永嚨多爾济子
9. 散濟密都布（1856年 - 1884年）…達什多爾济子
10. 索那木彭蘇克（1884年 - 1886年）
11. 索呢因索特图（1886年 - 1896年）…索那木彭蘇克子
12. 图們巴雅爾（1897年 - ?）

扎薩克固山貝子（鄂尔多斯右翼前旗）
1. 額琳沁（1649年 - 1661年）…額璘臣从子
2. 達爾扎（1661年 - 1677年、多羅貝勒：1677年 - 1694年）…額琳沁从子
3. 旺舒克（扎薩克多羅貝勒：1694年 - 1698年）…達爾扎長子
4. 達什喇布坦（扎薩克多羅貝勒：1698年 - 1733年、貝子：1733年 - 1734年）…達爾扎三子
5. 喇什色稜（1734年 - 1773年）…達什喇布坦長子
6. 沙克都爾扎布（1773年 - 1778年）…喇什色稜長子
7. 布延泰（1778年 - 1808年）…沙克都爾扎布長子
8. 扎木巴勒多爾济（1808年 - 1817年）…布延泰弟
9. 桑齋旺沁（1817年 - 1828年）…扎木巴勒多爾济从子
10. 巴達爾呼（1829年 - 1874年、貝勒銜：1874年 - 1884年）…桑齋旺沁子
11. 察克都爾色楞（貝勒銜：1884年 - ?）…巴達爾呼子。光緒十年，襲。

扎薩克固山貝子（鄂尔多斯左翼前旗）
1. 色稜（1649年 - 1676年）…額璘臣从子
2. 袞布喇什（1677年 - 1680年、多羅貝勒：1680年 - 1684年）…色稜長子
3. 根都什轄布（1685年 - 1709年）…袞布喇什長子
4. 羅布藏（1709年 - 1733年、輔国公：1733年、貝子：1733年 - 1740年）…根都什轄布長子
5. 納木扎勒多爾济（1740年 - 1777年）…羅布藏長子
6. 色旺喇什（1777年 - 1812年）…納木扎勒多爾济次子
7. 額爾德呢（1812年 - 1821年）…色旺喇什子
8. 察克都爾色楞（1821年 - 1852年）…額爾德呢子
9. 札那济爾迪（1852年 - 1854年、貝勒銜：1854年 - 1894年、三眼花翎：1894年 - 1901年）…察克都爾色楞子
10. 珊济密都布（1901年 - ?）

輔国公
1. 色布騰諾爾布（1727年 - 1757年）…喇什班珠爾長子
2. 扎木巴勒多爾济（1757年 - 1762年）…色布騰諾爾布長子
3. 薩木丕勒（1762年 - 1764年）…扎木巴勒多爾济長子
4. 丹津多爾济（1764年 - 1799年）…扎木巴勒多爾济次子
5. 當隆多爾济（二等台吉：1799年 - ?）…丹津多爾济子

扎薩克一等台吉（鄂尔多斯右翼前末旗）
1. 定咱喇什（一等台吉：1731年 - 1736年、扎薩克一等台吉：1736年 - 1744年）…額璘臣从曾孫
2. 袞布喇什（1744年 - 1762年）…定咱喇什長子
3. 旺扎勒車布登多爾济（1762年 - 1809年）…袞布喇什長子
4. 噶爾桑济克嘧特多爾济（1809年 - 1817年）…旺扎勒車布登多爾济子
5. 色楞多济特（1817年 - 1838年）…噶爾桑济克嘧特多爾济子
6. 鞥克巴雅爾（1838年 - 1858年）…色楞多济特子
7. 扎那巴蘭扎（1858年 - 1890年）…鞥克巴雅爾弟
8. 克什克達賚（1890年 - 1897年）
9. 沙克都爾扎布（1897年 - ?）[3]